# AIDAcara
AIDAcara (anteriormente AIDA) es el primer crucero de la flota de la compañía de cruceros alemana AIDA Cruises.

## Historia
AIDAcara se construyó para Deutsche Seetouristik / Arkona Reisen como Clubschiff (Club Ship), y se lanzó en 1996 bajo el nombre de AIDA. Cuando P & O Cruises compró una participación controladora en Arkona Reisen en 1999, transfirieron el barco, y se convirtió en parte de la nueva flota AIDA Cruises, y se llamó AIDAcara, después de que dos de sus barcos gemelos entraran en operación, AIDAvita y AIDAaura.
En 2005, el buque fue remodelado, lo que aumentó el número de cabinas.